# Mirosternus excelsior
Mirosternus excelsior là một loài bọ cánh cứng thuộc họ Ptinidae.